# ويليام جيبسون (كاتب)
ويليام جيبسون (بالإنجليزية: William Gibson )‏ (و. 1914 – 2008 م) هو كاتب سيناريو، وكاتب، وكاتب مسرحي، وشاعر أمريكي، ولد في نيويورك، بدأ مشواره المهني سنة 1952، توفي عن عمر يناهز 94 عاماً.

## التعليم
تعلم في كلية مدينة نيويورك.

## جوائز وترشيحات
حصل على جوائز منها:
جوائز
- جائزة توني

ترشيحات
- جائزة الأوسكار لأفضل كتابة، عن عمل: صانعة المعجزات

ترشح لـ:
- جائزة الأوسكار لأفضل كتابة "سيناريو مقتبس"، عن عمل: صانعة المعجزات.

## وصلات خارجية
- ويليام جيبسون على موقع IMDb (الإنجليزية)
- ويليام جيبسون على موقع ألو سيني (الفرنسية)
- ويليام جيبسون على موقع ميوزك برينز (الإنجليزية)
- ويليام جيبسون على موقع أول موفي (الإنجليزية)
- ويليام جيبسون على موقع قاعدة بيانات برودواي على الإنترنت (الإنجليزية)
- ويليام جيبسون على موقع قاعدة بيانات الأفلام السويدية (السويدية)
- ويليام جيبسون على موقع قاعدة بيانات الفيلم (الإنجليزية)
- ويليام جيبسون على موقع كينوبويسك (الروسية)